# Campo-Ma’an-Nationalpark
Der Campo-Ma’an-Nationalpark ist ein Nationalpark im Südwesten von Kamerun. Der 2640 km² große Park zeichnet sich durch einen dichten primären tropischen Regenwald mit einem hohen Maß an Biodiversität aus.

## Lage
Zu erreichen ist der Park, wenn man von Kribi ca. 150 Kilometer südlich in Richtung Äquatorialguinea reist. Allerdings ist die ungeteerte Straße in Richtung der Grenzstadt Campo in einem schlechten Zustand. Der Park grenzt an den Atlantischen Ozean (Golf von Guinea).

## Geschichte
Das 1932 eingerichtete Campo Wildlife Reserve und das 1980 ausgewiesene Ma'an-Reservat wurden im Jahr 2000 als Ausgleich für die Schäden, die dem Ökosystem durch die Verlegung einer Ölpipeline in Kamerun entstanden sind, zum Nationalpark Campo Ma’an zusammengelegt.

## Flora und Fauna
Das Gebiet des Campo Ma’an weist eine sehr hohe Biodiversität mit zahlreichen Endemiten auf. Im Park wurden über 1500 Pflanzenarten gezählt. Ornithologen haben mindest 300 Vögel inventarisiert. Vorzufinden sind Küstenwald und submontaner Wald mit Höhen bis zu 800 Meter über dem Meeresspiegel. Im Park kommen Waldelefanten, Flachlandgorillas, Schimpansen, Flusspferde, Riesenschuppentiere, Schwarze Stummelaffen, Mandrills und Leoparden vor. Im Ntem (Fluss) findet man Krokodile und Meeresschildkröten.

## Bevölkerung
Der Nationalpark ist Heimat der Bagyeli-Pygmäen. Allerdings führe die Gründung des Campo Ma’an-Nationalpark durch die Naturschutzorganisation Tropenbos im Jahre 1999 dazu, dass die Kultur der in diesem Gebiet heimischen Pygmäen bedroht ist und die lokale Bevölkerung verarmt. In einer Studie des Forest-Peoples-Programms werden die exakten Auswirkungen beschrieben. Ursprünglich sollte die Gründung die Naturzerstörungen durch die Tschad-Kamerun-Pipeline des Exxon-Ölkonzerns ausgleichen. Nachdem schon die Pipeline 1999 die Heimat des Pygmäenvolkes zerstückelt hatte, dürfen sie nun gewisse Teile des Regenwalds nicht mehr betreten, im übrigen Bereich ist ihnen das traditionelle Jagen oder das Sammeln von Medizinpflanzen untersagt. Andere ethnische Gruppen dort lebender Pygmäen sind Bulu, Mvae und Ntumu. Neben den Pygmäen lebt im Gebiet auch die ethnische Gruppe der Bantu.